# Unisono
Der musikalische Begriff unisono (italienisch „im Einklang, einstimmig“) bezeichnet das Verfahren, alle Beteiligten eines Klangkörpers gemeinsam dieselbe Melodie singen bzw. spielen zu lassen, auch in verschiedenen Oktaven. Der erzielte Effekt besteht in starker Durchschlagskraft bei gleichzeitig großer Klangentfaltung. Die europäische Kunstmusik strebt hier größtmögliche Präzision und damit möglichst vollständige Verschmelzung zu einem einheitlichen Gesamtklang an. Andere Musikkulturen wie die orientalische Musik oder gewisse Formen des Jazz bevorzugen die Individualisierung der Einzelstimmen durch kleine individuelle Abweichungen voneinander (Heterophonie). Johann Sebastian Bach trug Verzierungen erst in die ausgeschriebenen Stimmen ein (und dadurch nicht überall exakt gleich), das lässt vermuten, dass auch er an diesen Stellen nicht vollständige Präzision anstrebte.
Wenn sich bei einer mehrstimmigen Komposition aus der Stimmführung ein Übergang von der Zweistimmigkeit zur Einstimmigkeit (zum unisono) ergibt, erhalten die einzelnen Noten einen Hals nach oben und nach unten. Bei größeren Abschnitten werden die Notenhälse jedoch wie bei Einstimmigkeit gestielt und der Abschnitt mit italienisch a due („zu zweit“) oder à 2 gekennzeichnet.
„Unisono“ ist zudem eine Spielanweisung für Orchestermusiker, die ein vorangegangenes divisi, also eine Teilung der Gruppe in zwei oder mehr Untergruppen, aufhebt.
Bei manchen Synthesizern findet sich ebenfalls die Möglichkeit, das Gerät im Unisono-Modus zu betreiben. Hierbei kann man das Gerät nicht mehr polyphon spielen. Dafür wird beim Auslösen eines Tones (beispielsweise durch Drücken einer einzigen Taste) derselbe Ton durch alle vorhandenen Klangerzeuger gleichzeitig gespielt, was den Klang durchdringender und präsenter werden lässt.
Auch außerhalb der Musik drückt der Begriff Übereinstimmung aus. („Sie behaupten unisono, dass…“)

## Geschichte
Die geistlichen Werke der Mehrstimmigkeit wurden in ihrem liturgischen Gebrauch immer wieder durch einstimmige gregorianische Passagen unterbrochen und kontrastiert. Komponisten der Renaissance nutzen diese Technik und ihre Wirkung, indem sie etwa nur jeden zweiten Vers eines Bibeltextes vertonten, während der Rest traditionell psalmodiert wurde. Das erste bekannte als Effekt auskomponierte Unisono findet sich im 17. Jahrhundert in einer Instrumentalsonate von David Pohle.

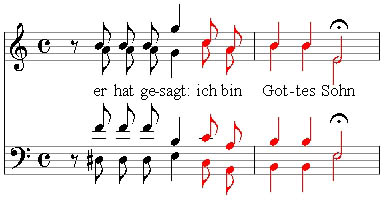
Beispiel aus der Matthäuspassion von J. S. Bach; rot: Alle Sing- und Instrumentalstimmen spielen hier unisono.

Im Spätbarock führte Antonio Vivaldi Unisono-Ritornelle in die Instrumentalkonzerten ein – zum ersten Mal wohl in den Konzerten 5 und 8 seiner Konzertsammlung L’Estro Armonico. Bach verwendete dieses Mittel im Cembalokonzert d-Moll (BWV 1052). Mit überraschender Wirkung verwendete er Unisoni auch zu Beginn mancher Schlussritornelle, etwa im 1. Satz des 2. Brandenburgischen Konzerts oder der dritten Gambensonate. Mit kurzen Unisoni hebt er auch Übergänge hervor (etwa im 1. Satz des 3. Brandenburgischen Konzert) oder weist auf wichtige Textstellen hin (etwa in der Matthäuspassion (BWV 244) im Chor Der du den Tempel Gottes zerbrichst auf die Worte „Ich bin Gottes Sohn“ (siehe Notenbeispiel)).
Ein bekanntes Unisono-Beispiel der Wiener Klassik stellt der Beginn von Mozarts „Kleiner Nachtmusik“ dar. Durch die Assoziation an den Gregorianischen Choral erzielt das Unisono auch immer wieder hymnenartige Effekte, beispielsweise im Gefangenenchor „Va, pensiero“ aus Nabucco von Giuseppe Verdi.
Die europäische Neue Musik war jahrzehntelang einem polyphonen Stil verhaftet, in dem das Unisono als unangemessen empfunden wurde. Ein Werk, das hier einen radikal neuen Ansatz brachte, war Cheap Imitation (1969) von John Cage. Ab den achtziger Jahren verwendeten Komponisten wie György Ligeti, Karlheinz Stockhausen oder Iannis Xenakis auch immer wieder Unisoni mit präzise notierten kleinen Abweichungen.